# Kino Karaman
Kino Karaman je kino u Splitu, Hrvatska. Nalazi se u Ilićevom prolazu.

## Povijest
Kino Karaman bilo je prvo stalno splitsko kino. Otvoreno je u Marmontovoj ulici, u prosincu 1907. zaslugom Josipa Karamana, prvog filmskog snimatelja u Dalmaciji. U kinu koje je često bilo poprište nacionalnih i političkih istupa. Karaman je javno prikazivao i svoje filmove, a njegovom se zaslugom od 1914. filmovi prevode na hrvatskom jeziku. Danas je ulaz u kino iz Ilićevoga prolaza, probijenog 1922. prema projektu Prospera Čulića. Otvoreno je pod imenom „Elektra“, ali uskoro postaje kino „Karaman“ i taj se naziv sačuvao sve do kraja Drugog svjetskog rata, kada mijenja ime u "Balkan". Nakon stanke, kino danas ponovno nosi naziv po svom utemeljitelju. Restauracije kina zabilježene su u ljeto 1934., kada su zidovi dobili bolju izolaciju i nabavljen je novi projektor, 1938. je izgrađen balkon, a čekaonica premještena u Ilićev prolaz, te u jesen 1958. kada je kino u potpunosti preuređeno. Današnji interijer kina nije povijesni i rezultat je novijih rekonstrukcija od 1990-ih nadalje. Karamanov kinoprojektor iz 1907. sačuvan je u Muzeju grada Splita.

## Zaštita
Pod oznakom Z-6775 zavedeno je kao nepokretno kulturno dobro - pojedinačno, pravna statusa zaštićena kulturnog dobra, klasificiranog kao profana graditeljska baština.
Kao najstarije kino u Splitu s neprekinutim djelovanjem od svog osnutka, te kao sjećanje na Josipa Karamana, izuzetnu ličnost splitskoga kulturnog života početkom 20.st., zaštićena je zgrada i namjena kina “Karaman”.